# Ashánincas
El pueblo asháninca o asháninka es un pueblo indígena amazónico perteneciente a la familia lingüística arawak, llamados en épocas anteriores como antis, chunchos, chascosos, campas, thampas, cambas, komparias, kuruparias y campitis, los asháninkas han sido tradicionalmente más conocidos como campas.

## Historia

### SigloXXI, situación actual y oficialización
Protagonistas de una larga historia de lucha, los Asháninkas han repelido a los colonos provenientes sobre los contactos con el imperio incaico
Los primeros testimonios de la presencia asháninka en la Amazonia que nos han llegado hasta el presente son armas de bronce, como por ejemplo hachas, encontradas en el territorio que ocupan desde antes del surgimiento del Imperio Inca.
Algunos contactos con dicha cultura son evidentes a juzgar por el desarrollo de técnicas textiles y musicales. Cerca al río Tambo hay varios petroglifos de origen amazónico, entre los cuales el Totem del Tambo destaca como un gran petroglifo con cara de mono. Se encuentran combatiendo la explotación maderera desde 1980. 
Desde marzo de 2008, la lengua asháninca es reconocida por el Gobierno Regional como lengua oficial en Ayacucho, al mismo nivel que el quechua y el castellano.

## Demografía

### En Perú

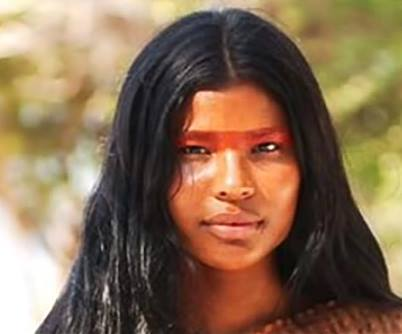
Mujer asháninka en Ucayali, Perú

En el Perú los asháninkas vivían dispersos en un vasto territorio que comprendía los valles de los ríos Apurímac, Ene, Tambo, Perené, Pichis, un sector del Alto Ucayali y la zona interfluvial del Gran Pajonal, organizados en pequeños grupos residenciales compuestos por alrededor de cinco familias nucleares bajo la dirección de un jefe local o curaca. Los ríos donde se asentaron los ashaninka y donde se les puede encontrar son el Bajo Apurímac, Ene, Tambo, Satipo, Pichis, Bajo Urubamba, Alto Ucayali, Pachitea y Yurúa, así como en sus principales afluentes. Debido a las migraciones, ya sea por violencia política como por interés en la extracción de recursos forestales ha hecho que se movilicen y compartan territorios con otras etnias, como en el Bajo Urubamba, donde comparten espacio con los machiguenga.
Cartógrafos y viajeros registran en 1857 la existencia de los asháninkas en las cabeceras del Yurúa, desde finales del siglo XVII e inicios del XVIII, en un territorio ampliamente dominado por los grupos panos (Kitaka, 1991:38). 
Como señala Stefano Varese, ya Osambela en 1896 estimaba la población asháninka en 20 000 individuos, aunque en su cálculo incluía a población indígena de otros grupos; en tanto que Von Hassel, Eberhardt y Nordenskjold estimaban dicha población entre 10 000 y 15 000 personas. Grubb y Fast afirmaban que podían sumar alrededor de 30 000 a 40 000 (Varese, 1973:43). 
En las dos últimas décadas, las estimaciones poblacionales para el conjunto de la sociedad asháninka varían desde 25 300 habitantes como límite mínimo (Wise y Ribeiro, 1978) a 45 000 habitantes como máximo según cálculos hechos por Varese (1972), pasando por 28 000 de acuerdo a las estimaciones de Uriarte (1976) y por 37 000 en las apreciaciones de Chirif y Mora (1977). 
La información recogida por Mora (1994) a partir del análisis de los datos de los centros poblados censados en 1981, indica un total de 33 279 asháninkas censados en 208 asentamientos.
De acuerdo a la información en el censo de 1993, los asháninkas constituyen el grupo indígena más importante de la Amazonia peruana: 52 461 personas que representan 21,89% del total de la población indígena censada. El total población señalado incluye a 229 habitantes caquintes, a 44 436 autodenominados asháninkas -habitantes tradicionales de los ríos Apurímac, Ene, Tambo y Pichis- y a los llamados ashéninca (7796 personas), moradores de las regiones del Alto Perené, Alto Ucayali y Gran Pajonal. 

En los registros censales, se estima sin embargo una importante omisión de la población localizada en las cuencas de los ríos Ene y Tambo, cuya área no pudo ser adecuadamente censada por la violencia política imperante en la misma, perpetrada mayoritariamente por el grupo maoísta Sendero Luminoso. En esta etapa ocurrieron también hechos como el «holocausto Asháninka» perpetrado por Sendero Luminoso. De este hecho la CVR calculó 6000 asháninkas muertos, 5000 desaparecidos y 10 000 desplazados.
La Comisión de la Verdad y Reconciliación decidió prestar especial atención a la situación de la población perteneciente a la etnia Asháninka, ubicada en la Selva Central de la Amazonía peruana, toda vez que recibió información consistente sobre los graves abusos que sufrió como pueblo indígena por parte del PCP-SL.
La población indígena asháninka fue víctima de desarraigo de sus comunidades de origen (desplazamiento forzado), asesinatos, sometida a condiciones de vida infrahumanas, secuestro, esclavitud y formas análogas de esclavitud (servidumbre y trabajo forzoso), etc..
Estos actos ilícitos afectaron gravemente derechos fundamentales de los asháninkas, tales como: la vida, libertad, integridad, identidad cultural, a desarrollarse dentro de la propia familia, comunidad y cultura. Las acciones cometidas transgreden normas y principios del Derecho Internacional Humanitario, y, según se reseñan luego, podrían constituir modalidades de genocidio.
Algunos juristas sostienen que este ataque contra la etnia Asháninka debiera ser catalogado crimen internacional de genocidio. Así, para fines de la década del 80, Sendero Luminoso ya había arrasado y controlado todas las comunidades del Río Ene y asesinando a los dirigentes comunales que se negaron a colaborar. A estos asesinatos se sumaba la “concientización” mediante la instalación de escuelas populares a fin de adoctrinar y entrenar a los reclutas. Los senderistas establecieron “bases” en las comunidades nativas a fin de tener a disposición fuentes de alimento y de reclutas (incluyendo niños y adolescentes) para el “ejército popular”.
Frente a la agresión terrorista, los asháninkas finalmente se organizaron en rondas o comités de autodefensa apelando a las tradiciones guerreras de sus antepasados. Así, cada comunidad empezó a organizar su respectiva ronda. Esto frenó el avance de Sendero Luminoso.
Actualmente, la comunidad del río Ene se ha recuperado de la violencia social y cuenta con alrededor de 10 000 miembros  según los cálculos estimados de la organización Central Asháninka del Río Ene, presidida desde 2005 por la internacionalmente reconocida activista Ruth Buendía.
Los masivos desplazamientos territoriales y la relocación de cientos de familias asháninkas, como consecuencia de dicho fenómeno, han tenido un impacto importante en la dinámica demográfica de esta sociedad, el que recién está comenzando a ser evaluado.
El promedio de habitantes por comunidad es de 171 personas, existiendo asentamientos con menos de 10 individuos frente a otros que superan largamente a las 600 personas, siendo el más poblado el de 1284 personas censadas. 
El índice de masculinidad registrado es de 112,0, observándose un claro predominio de la población masculina en todos los grupos de edad. El 48,0% de la población asháninka tiene menos de 15 años, claro indicador de una población mayoritariamente joven. Los mayores de 64 años representan apenas 1,0% del total censado. 
La tasa bruta de mortalidad asciende a 31,39 por ciento. Este grupo tiene casos masivos de fallecimientos en el año anterior al censo en algunas comunidades, consecuencia clara del grave impacto de las acciones terroristas sobre la población asháninka, así como organizaciones ilícitas. Seis comunidades registraron 30 o más fallecimientos en el período indicado y en otras 33 se consignaron entre 10 y 29 fallecidos durante el mismo lapso.

### En Brasil

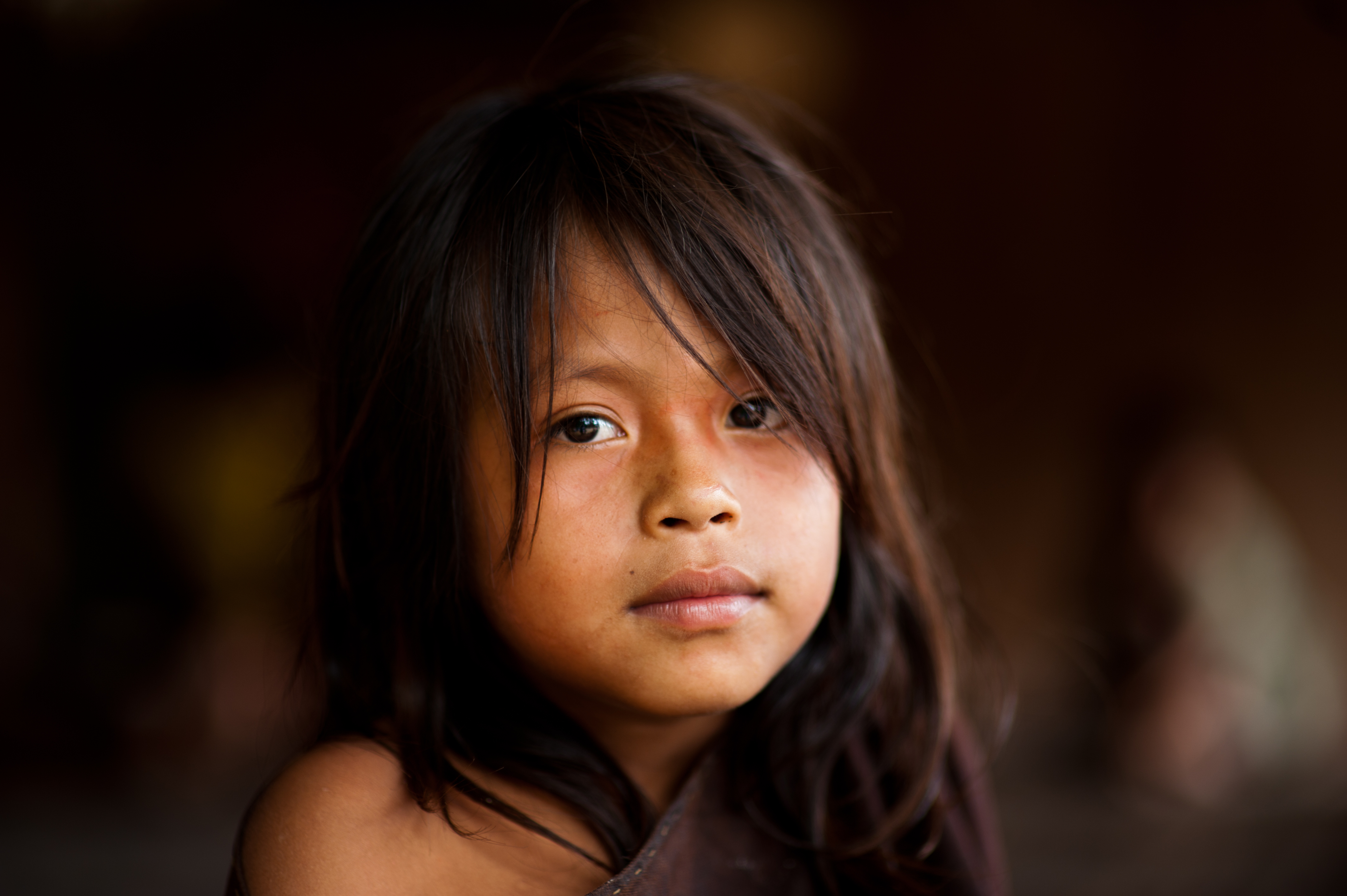
Niña ashaninka en Acre, Brasil.

Los asháninkas en territorio brasileño suman menos de 1000 habitantes. Conocidos como kampas en Brasil y también como campas en Perú (término peyorativo), se encuentran distribuidos en pequeñas localidades a lo largo de los ríos Breu, Amônia y Arara, afluentes de los ríos Envira y Yurúa, en el Estado de Acre. Su población se estimaba en 689 personas según datos del CEDI de 1991. 
Es muy probable que la presencia asháninka en Brasil se deba a la acción de los patrones caucheros quienes los trasladaron desde el Gran Pajonal. Sin embargo, algunas fuentes refieren la presencia de asháninkas en territorio brasileño desde el siglo XVIII.

## Cultura

### Organización social
Los asháninkas presentan una regla de descendencia de tipo bilateral según la cual reconocen como cualitativamente iguales las relaciones del lado del padre como del lado de la madre. Así, en este sistema, el grupo está constituido por todas las personas con las que un individuo establece un vínculo genealógico, parentela cognática egocentrada que está constituida por la combinación de las redes de parientes del padre y de la madre del individuo. 
La terminología de parentesco asháninka -como ha señalado Chevalier- corresponde a la prescriptiva de tipo dravidio, que se caracteriza principalmente por separar a los parientes en dos grandes categorías: consanguíneos y afines en las generaciones de ego -o individuo de referencia-, los padres de este y sus hijos, para luego unir el conjunto en las generaciones de abuelos y nietos -asimilación por bifurcación. Según esta terminología se señala como matrimonio preferencial aquel con la prima cruzada -hija del hermano de la madre/hija de la hermana del padre. Sin embargo -como ha señalado Bodley- la esposa es la prima cruzada real sólo en un porcentaje mínimo de los casos registrados. 
Asimismo -como señala Chevalier- si bien se dan casos de intercambio de hermanas entre dos individuos, estos constituyen situaciones estadísticamente marginales. En este sistema, al lado de la regla matrimonial señalada, existe también otra por la cual el individuo debe "casarse lejos", es decir debe contraer matrimonio fuera del ámbito de las relaciones de consanguinidad y afinidad conocidas. El resultado de este sistema de alianzas es un espacio social extendido similar al caso matsiguenga, estudiado por Casevitz. Existe, asimismo, la regla del "servicio de la novia" (bride-service) según la cual un hombre debe quedarse a vivir en el asentamiento de su suegro por un tiempo variable que generalmente termina poco después de nacer el primer hijo. La definición posterior de la residencia, virilocal o uxorilocal, posterior a este período, se encuentra fuertemente influida por la variable del poder. Así un padre poderoso y de gran prestigio como el jefe pinkatsari, o como el shamán sheripiari o, como hasta en un pasado reciente, el guerrero ovayeri, retendrá a sus hijos en su grupo residencial. Un grupo de hermanos constituirá a menudo el núcleo de un asentamiento.

### Lengua
La lengua asháninka pertenece a la familia lingüística arawak, al igual que las lenguas matsiguenga, yine, caquinte, yanesha y nomatsiguenga. En Perú es hablada por aproximadamente 25 mil asháninkas.
La lengua asháninka se habla en el territorio centro oriental peruano, en los departamentos de Cusco, Junín, Pasco, Huánuco y Ucayali. Tan amplia distribución, ciertamente ofrece múltiples variedades dialectales cuya clasificación puede aceptarse, perentoriamente, de la siguiente manera:
- Asháninka del Perené, en las provincias de Chanchamayo y Satipo, del departamento de Junín entre ellas se encuentran las comunidades de Pampa Michi, San Miguel, Marankiari, etc.

- Asháninka del Ene-Tambo, en la provincia Satipo, del departamento de Junín y en la provincia de la Convención en el departamento del Cuzco entre ellas se encuentran las comunidades de Shima, Potsoteni, Otica, Poyeni, Betania, etc

- Asháninka del Pichis, en la provincia de Oxapampa del departamento de Cerro de Pasco
- Asháninka del Purús, en la provincia de Purús, del Departamento de Ucayali. Es una extensión del asháninka del Ene Tambo

- Asháninka del Apuricayali, entre Puerto Inca, de Huánuco, y Oxapampa, de Pasco.
- Supralecto ashéninka del Gran Pajonal, en la provincia de Atalaya, del departamento de Ucayali entre ellas se encuentran las comunidades de Obenteni, Santa Cruz entre otros.

### Cosmovisión
Eusebio Laos Ríos, ofrece en un breve texto titulado "Aliento del sol vivo" un ejemplo de la cosmovisión asháninka. 
,,Nosotros los Asháninkas creemos que el dios Sol vivo estaba siempre arriba antes que fuera este mundo. Como tiene poder, desprendió una partícula de su corona que se asentó en las densas tinieblas y poco a poco formó este mundo. De ahí crecieron las plantas y todas las cosas que hemos visto. De ahí salimos nosotros, los asháninka.
El mundo está sostenido por dos ejes. Uno de ellos fue puesto por el dios Sol vivo, para que no se vuele la tierra, para que toda la gente esté bien tranquila. Por eso él puso los cerros Intatoni y Antamaraka, rocas sólidas por donde sale al agua para regar toda la faz de la tierra. En el otro eje, por donde se hunde el sol, están los cerros Omoro y Otsiriko. Los que sostienen estos ejes por debajo, para que la tierra no se vuele, son seres invisibles que se llaman Nabireri (debajo del cerro Omoro) y Pachakama (debajo del cerro Otsiriko). Sosteniendo el otro eje están otros dos seres poderosos que se llaman Inkari (debajo del cerro Intatoni) e Inkami (debajo del cerro Antamaraka).
En las puntas altas del cerro Antamaraka está el cóndor real, mirando hacia abajo. ¿Por qué mira? Porque también hay un gallinazo negro, que mira al cóndor para saber si hay un muerto abajo. Se comunican para comer el muerto juntos y compartir. Por eso el ashaninka viéndoles los imita. Cuando ve a cualquier paisano, aunque sea de otro pueblo indígena, lo invita, lo hacer dormir en su tarima y calienta fuego." - Eusebio Laos